# نادي النصر (الكويت)
نادي النصر الرياضي نادي رياضي كويتي، يقع في محافظة الفروانية في منطقة العارضية، يلقب بالعنَّابي نسبة إلى لونه العنابي، تأسس النادي في 13 يونيو 1965.

## مؤسسو النادي

ملعب علي السالم الصباح

- فيصل بندر الدويش
- رفاعي حسن قطيم البريعصي
- محمد حمد البراك
- فهد محمد الخالد
- عبد الكريم هلال الجحيدلي
- محمد منديل المطيري
- عبد الرحمن الخميري
- عبد العزيز الرندي
- مطلق الشليمي
- بدر ناصر المطيرات
- تركي سعيد الهاجري
- مطلق نصار الشريعان
- فراج مجبل الدلماني
- سعود حمد البراك
- قطيم عيد المطيري
- شعيب جاسم المطيري
- سعود عبد العزيز الرندي
- محمد عبد الله الرندي
- أحمد نايف الخليفي
- رجا حجيلان المطيري

### أعضاء مجلس إدارته
- خالد شريده المطيري رئيس مجلس الإدارة
- علاج خلف العلاج (نائب رئيس مجلس الإدارة)
- علي حسن الدسم(أمين السر)
- دخيل صباح العدواني (أمين الصندوق)
- ردن سعد المطيري (أمين السر المساعد)
- عبد العزيز مطلق المطيري (أمين الصندوق المساعد)
- حجاب عطالله المطيري (مدير النادي)
- عبد الله عيسى المطيري(عضو)
- مطلق مسفر العدواني(عضو)
- فهد عبيد المطيري(عضو)
- فلاح غانم المطيري(عضو)

## تشكيلة الفريق الحالية
- آخر تحديث: 1 سبتمبر 2015.

ملاحظة: تشير الأعلام إلى المنتخب الوطني على النحو المحدد في قواعد الأهلية للفيفا. قد يحمل اللاعبون أكثر من جنسية واحدة غير تابعة للفيفا.
| الرقم | البلد  | المركز | اللاعب            |
| ----- | ------ | ------ | ----------------- |
| 1     | الكويت | حارس   | محمد هادي الظفيري |
| 2     | الكويت | مدافع  | عبد الله سالم     |
| 3     | الكويت | مدافع  | محمد العنزي       |
| 4     | الكويت | مدافع  | أحمد رحيل الظفيري |
| 5     | الكويت | مدافع  | عبد الرحمن مهدي   |
| 6     | الكويت | مدافع  | حمد العتال        |
| 7     | الأردن | مهاجم  | منذر أبو عمارة    |
| 8     | الكويت | وسط    | عمر قمبر          |
| 9     | الكويت | مهاجم  | أحمد العنزي       |
| 10    | الكويت | مهاجم  | زبن العنري        |
| 11    | تونس   | وسط    | أحمد الحران       |
| 12    | الكويت | وسط    | خالد فراج         |

| الرقم | البلد  | المركز | اللاعب            |
| ----- | ------ | ------ | ----------------- |
| 13    | الكويت | وسط    | الحميدي المطيرات  |
| 15    | الكويت | وسط    | خالد شامان        |
| 17    | الكويت | مهاجم  | سالم ابورميه      |
| 19    | الكويت | مهاجم  | طلال العجمي       |
| 20    | الكويت | وسط    | خلف نايف          |
| 21    | تونس   | مدافع  | فخر الدين الجزيري |
| 23    | الكويت | مدافع  | محمد جهاد         |
| 25    | الكويت | وسط    | سعود المطيري      |
| 26    | الكويت | وسط    | محمد شاكر         |
| 27    | الكويت | وسط    | فهد عياد          |
| 35    | الكويت | مدافع  | نايف مضحي         |

## إنجازات النادي
- دوري الدرجة الأولى الكويتي 3 مرات: 1977/78، 1986/87، 2006/07.

## أبرز اللاعبين
- غازي القهيدي
- مشعل نايف
- فيصل العدواني
- ناصر الهاجري
- منذر أبو عمارة
- علي الشمري
- ماهر السيد
- أحمد موسى
- محمد راشد
- طلال نايف
- حمد حربي
- محمد فهاد
- صالح عبد الحميد
- طارق التائب
- عبد الرحمن العنزي
- عصام فايل
- فراس الخطيب
- جيري اريال هان
- جيري كاريكا
- بروسين تراوري
- أحمد كانو
- تيسير الجاسم

## أبرز المدربين
| الأعوام                 | الاسم            | الجنسية        |
| ----------------------- | ---------------- | -------------- |
| 1997                    | جون بنسون        | إسكتلندا       |
| 1998 - 1999             | ياروسلاف غورتلر  | جمهورية التشيك |
| 1999 - 2000             | علي الشمري       | الكويت         |
| 2001 - 2002             | علي الشمري       | الكويت         |
| 2003 - 2004             | عبد القادر يومير | المغرب         |
| 2004 - 2005             | بوب سلوبودان     | صربيا          |
| 2005                    | ماهر الشمري      | الكويت         |
| 2005 - 2006             | فوزي إبراهيم     | الكويت         |
| 2006                    | مسير العدواني    | الكويت         |
| 2007 - أبريل 2008       | فرناندو ماركيز   | البرتغال       |
| أبريل 2008              | مسير العدواني    | الكويت         |
| 2008 - نوفمبر 2008      | علي الشمري       | الكويت         |
| نوفمبر 2008 - مارس 2009 | مسير العدواني    | الكويت         |
| مارس 2009 - يونيو 2009  | علي الشمري       | الكويت         |
| 2009 - 2010             | مارسيلو كابو     | البرازيل       |
| 2010 - 2011             | علي الشمري       | الكويت         |
| 2011 - 2012             | خوسيه راشاو      | البرتغال       |
| 2012 - حتى الآن         | ظاهر العدواني    | الكويت         |

## المصدر
- موقع نادي النصر الكويتي الرسمي